# حلزون دریایی شیلی
حلزون دریایی شیلی (نام علمی: Chorus giganteus) نام یک گونه از شاخه نرم‌تنان است.